# Jan Dzierżon
Jan Dzierżon (někdy také Jan Dzierżoń, Johann Dzierżon nebo Johannes Dzierżon; 16. ledna 1811 Łowkowice (Bienendorf), Horní Slezsko, Prusko – 26. října 1906 Łowkowice, Německé císařství) byl slezský kněz. Je známý hlavně svým přispěním k rozvoji včelařství. Již v roce 1857 jej nikdo nejmenoval jinak než slezský otec včel.

## Původ
Rodina Jana Dzierżona pocházela z Horního Slezska, byli to zemědělci. Jeho rodiče byli Marie Dzierżonová, roz. Jantošová (1781–1841) a Šimon Dzierżon (1774–1850), syn Marie roz. Kaluzové a Johanna Dzierżona (* 1750). Nejmladší syn jeho bratra Josefa Dzierżona (1812–1884) byl František Dzierżon (1853–1935), zamědělec a včelař, na jehož statku kněz Jan Dzierżon strávil poslední roky svého života.
Po gymnáziu ve Vratislavi, které absolvoval s oceněním Primus Omnium (oficiální vyznamenání nejlepších maturantů) studoval katolickou teologii na Schlesische Friedrich-Universität (Slezské Friedrichově univerzitě) ve Vratislavi. Roku 1834 přijal svěcení na kněze ve vratislavském biskupství.
O své národnosti napsal Jan Dzierżon tyto věty:
Má národnost je již podle jména jasná, že jsem se narodil jako Polák v Horním Slezsku, kdež se mluvilo polsky. V deseti letech jsme se ale přestěhovali do Vratislavi, kdež jsem studoval. Podle výchovy jsem tedy Němec. Věda ale nezná žádné hranice, žádnou národnost!

Jeho jediný německý životopis neobsahuje žádný takový citát.

## Teolog
Po vysvěcení knězem se stal Dzierżon kaplanem v Schalkendorfu, roku 1835 farním správcem a roku 1838 v Karlsmarktu u Brzegu farářem. Po sporu s nájemcem statku, který ho obvinil za zanedbání úředních povinností u církevního úřadu ve Vratislavi (tehdy Breslau), se Dzierżon roku 1869 vzdal své činnosti jako farář a od roku 1873 se hlásil ke starokatolíkům. Roku 1884 se vrátil do Łowkowic. Po rozmluvě s lowkovickým farářem se usmířil 6. dubna 1905 s římsko-katolickou církví.

## Včelař
Již během svých studií se Jan Dzierżon zajímal o včelí život. Jako kaplan a později farář zůstal včelařem. Ve světě je považován za člověka, který vyvinul první včelí úl s pohyblivými plástvemi. Tento objev však by měl být přiřčen českému lesníkovi a  včelaři Janu Wunderovi. Dzierżon zhotovil svůj úl tak, aby se při sklizni medu nijak nepoškodil.
Všeobecně je Dzierżonovi přiznáváno prvenství u objevu unisexuální reprodukce (partenogeneze) u včel. První příspěvky do partenogeneze však objevil včelař Josef Antonín Janiš. Dzierżonova práce byla ovšem lepší a partenogenezi lépe popsal. Dzierżon držel nádoby se spermatem oplodněných a neoplodněných královen na světle a porovnával jejich vzhled a obsah pouhým okem. Tento objev roku 1855 ale dokázali vědecky potvrdit lékař Carl Theodor Ernst von Siebold, zoolog Rudolf Leuckart a včelař August von Berlepsch. Berlepsch se Dzierżona velmi zastával, když ho obviňovala za jeho objevy samotná církev. Dzierżona pomáhal obhajovat i slavný moravsko-slezský vědec Gregor Mendel, který se o včely též velmi zajímal.
V době své včelařské činnosti se Dzierżon staral o více než 400 včelstev. Jeho včelí úly pozorovali v Karlsmarktu mnozí včelaři. Za svůj život uspořádal hodně výstav a jeho synovec prodával Dzierżonovy včelařské výrobky.
Posmrtné připomínky
Na jeho počest byly Łowkowice přejmenovány na Bienendorf, tedy Včelý vesnice. Dzierżon má sám v Łowkowicích hned několik pomníků např.: Pamětní deska v Nyse, památník v Zemědělském muzeu ve Szreniawě, pomník Jana Dzierżonova ve Vratislavi,Pamětní deska na základní škole č. 3 v Braniewě.

## Dílo
Dzierzon vydával časopisy:
- Praxe nových přátel včel
- Přítel včel ze Slezska
- Racionální chov včel

Vydal i vlastní životopis a další knížku:
- Vlastní životopis
- Dvojče